# Primeira Divisão 1967/1968
Primeira Divisão 1967/68 byla nejvyšší portugalskou fotbalovou soutěží v sezoně 1967/68. Vítězem se stal a do Poháru mistrů evropských zemí 1968/69 se kvalifikoval tým Benfica Lisabon, Veletržní pohár 1968/69 hrály týmy Sporting Lisabon, Académica de Coimbra a Leixões SC. Účast v Poháru vítězů pohárů 1968/69 si zajistil vítěz portugalského poháru FC Porto.
Ligy se zúčastnilo celkem 14 celků, soutěž se hrála způsobem každý s každým doma-venku (celkem tedy 26 kol) systémem podzim-jaro. Poslední dva celky přímo sestoupily.

## Tabulka
| Poř. | Tým                  | Z  | V  | R | P  | VG | OG | B  |
| ---- | -------------------- | -- | -- | - | -- | -- | -- | -- |
| 1.   | Benfica Lisabon      | 26 | 18 | 5 | 3  | 75 | 19 | 41 |
| 2.   | Sporting Lisabon     | 26 | 17 | 3 | 6  | 48 | 24 | 37 |
| 3.   | FC Porto             | 26 | 16 | 4 | 6  | 60 | 24 | 36 |
| 4.   | Académica de Coimbra | 26 | 15 | 5 | 6  | 53 | 24 | 35 |
| 5.   | Vitória Setúbal      | 26 | 14 | 6 | 6  | 43 | 20 | 34 |
| 6.   | Vitória Guimaraes    | 26 | 12 | 3 | 11 | 31 | 34 | 27 |
| 7.   | CF Os Belenenses     | 26 | 10 | 5 | 11 | 38 | 40 | 25 |
| 8.   | Leixões SC           | 26 | 10 | 4 | 12 | 29 | 39 | 24 |
| 9.   | SC Braga             | 26 | 9  | 3 | 14 | 29 | 48 | 21 |
| 10.  | Sanjoanense Madeira  | 26 | 7  | 7 | 12 | 22 | 40 | 21 |
| 11.  | GD Fabril Barreiro   | 26 | 7  | 7 | 12 | 28 | 37 | 21 |
| 12.  | Varzim SC            | 26 | 7  | 3 | 16 | 27 | 50 | 17 |
| 13.  | FC Tirsense          | 26 | 5  | 5 | 16 | 17 | 53 | 16 |
| 14.  | FC Barreirense       | 26 | 3  | 4 | 19 | 24 | 72 | 10 |

|  | Pohár mistrů evropských zemí 1968/69 |
|  | Pohár vítězů pohárů 1968/69          |
|  | Veletržní pohár 1968/69              |
|  | Sestup do Segunda Divisão            |

## Nejlepší střelci
Nejlepším střelcem tohoto ročníku se stal útočník Eusébio. Hráč Benfiky dal 42 gólů.
| P. | Nár         | Hráč          | Tým                  | Branky |
| -- | ----------- | ------------- | -------------------- | ------ |
| 1. | Portugalsko | Eusébio       | Benfica Lisabon      | 42     |
| 2. | Portugalsko | Jorge         | Académica de Coimbra | 28     |
| 3. | Portugalsko | Lourancio     | Académica de Coimbra | 19     |
| 4. | Portugalsko | João Lourenço | Sporting Lisabon     | 18     |
| 5. | Portugalsko | Horacio       | Leixões SC           | 16     |